# Don Cornelio y la Zona
Don Cornelio y la Zona fue una banda argentina de dark wave formada en 1984 en Buenos Aires. Editaron dos álbumes de estudio, Don Cornelio y la Zona y Patria o muerte (el segundo bajo el nombre de Don Cornelio) y se separaron en 1989.
En 1987, ganó el premio a la Banda Revelación del suplemento Sí!
Su canción «Ella vendrá» se convirtió en su mayor éxito, y uno de los temas más emblemáticos del rock argentino de fines de los años 1980. Logró el puesto 93 de las 100 mejores canciones del rock argentino en la lista de MTV y Rolling Stone de 2002 y el puesto 88 de las 100 mejores canciones del rock argentino en la lista de Rock.com.ar de 2005.

## Historia

### Inicios
El grupo surgió en 1984 en el barrio porteño de Flores, liderado por Roberto "Palo" Pandolfo y bajo el nombre de La Banda de Don Cornelio. Su debut fue en el local "La Alcantarilla", el 31 de diciembre de 1984. Luego de un tiempo cambiaron su nombre a Don Cornelio y la Zona, en referencia a Cornelio Saavedra, figura de la historia argentina a quien le tenían gran estima,  y el filme soviético de Andréi Tarkovski llamado Stalker (1979), que fue estrenado en Argentina con el nombre de La Zona. En sus inicios estuvieron muy politizados y en sus recitales solían decorar el escenario con pósteres de Cornelio Saavedra, algo que fue recibido bastante negativamente por su público, por lo que dejaron de hacerlo tiempo después.
Hacia 1986 el grupo incluía a Claudio Fernández (batería), Alejandro Varela (guitarra), Daniel Sais (teclados), Fernando Colombo (saxo), Federico Ghazarossian (bajista), y Daniel Gorostegui Delhom (tecladista). Realizaron varios conciertos en Buenos Aires, en locales como la discoteca "Cemento", "Prix D'ami", El "Teatro Santa María" y "Paladium".

### Primer disco: debut homónimo
Grabaron su primer álbum, Don Cornelio y la zona, en 1987. Tuvieron gran repercusión y fueron elegidos Grupo Revelación por el suplemento Sí del Clarín.
Fue producido por Andrés Calamaro y tuvieron un rotundo éxito gracias a la difusión radial del tema "Ella vendrá", que mezclaba sonidos new wave con instrumentaciones no convencionales y post punk.
Además de "Ella vendrá", el álbum contó con otro dos temas muy difundidos: "Tazas de té chino" y "El rosario en el muro".

### 1988: Segundo disco
Al año siguiente editaron Patria o muerte, ya bajo el nombre de Don Cornelio. Este álbum, considerado una obra inigualada por la crítica especializada, transformó a la banda en objeto de culto. En él se unían poesía urbana y rock visceral y eléctrico, conjugados con un sonido oscuro y complejo a la vez, en temas como "Espirales", "Patearte hasta la muerte", "Luna de fuego", "Cabeza de platino" o "Tarado y negro".
Ese mismo año el grupo ofició de acto apertura para Iggy Pop durante su presentación en el Estadio Obras Sanitarias de Buenos Aires.

### 1989: Separación y proyectos paralelos
Don Cornelio se disolvió al año siguiente, su último show tuvo lugar en diciembre de 1989, en un local llamado Babilonia.
Ya en la década de 1990, Pandolfo y Ghazarossian formaron Los Visitantes, quienes en su primer álbum de estudio de 1992, Salud universal grabarían varios temas pensados originalmente para Don Cornelio.

### Reuniones
En septiembre de 2011, durante un show de Pandolfo en la ciudad de Martínez, la banda se reunió con sus integrantes originales y tocó cinco canciones.
En julio de 2021, la banda tuvo una breve reunión con sus integrantes originales para el homenaje a Palo Pandolfo en el Centro Cultural Kirchner, donde tocaron 3 canciones.

### Reediciones en CD yEn vivo
En 1996, la compañía discográfica MCA Records reeditó los dos álbumes en disco compacto. La reedición de Patria o muerte contó con la inclusión de los bonus tracks "Dormís sola" y "Para amarte" (pertenecientes a un demo de 1989) y "Creo que no", grabada en 1987. 
Ese mismo año MCA también editó En vivo, un disco que había quedado archivado.
En vivo consta de catorce temas, y está dividido en dos partes: la primera grabada el 20 de febrero de 1988 durante un recital en el Club Universitario de La Plata, con temas de la primera placa, y la segunda del 30 de junio de 1989, grabado en Prix D'ami, con temas de Patria o muerte, en uno de los últimos recitales de la banda.

## Discografía
- 1987: Don Cornelio y la Zona
- 1988: Patria o muerte
- 1996: En vivo